# Wielki szpitalnik
Wielki szpitalnik zakonu krzyżackiego, (niem. der Oberstspittler) – zarządzał szpitalami oraz krematoriami, których było w państwie zakonnym – mniejszych i większych – kilkaset. Był także komturem elbląskim, gdańskim i gniewskim. W przeciwieństwie do innych wielkich urzędników zwolniony był z dokładnego raportowania swoich wydatków, ponieważ dzięki temu mógł swobodnie praktykować miłosierdzie.